# Oecetis burtoni
Oecetis burtoni là một loài Trichoptera trong họ Leptoceridae. Chúng phân bố ở miền Australasia.